# نیکولو دی کونتی
نیکولو دی کونتی (Niccolò de' Conti) (حدود ۱۳۹۵–۱۴۶۹ میلادی)، تاجر، کاوشگر و نویسنده ایتالیایی بود. او در کیوجا بدنیا آمد و به هند و جنوب شرق آسیا و احتمالاً به جنوب چین طی اوایل قرن پانزدهم میلادی سفر نمود. او یکی از منابعی بود که از آن برای ایجاد نقشه «فرا مائورو» در ۱۴۵۰ میلادی استفاده شد، نقشه‌ای که نشان می‌دهد مسیر دریایی از اروپا به دور آفریقا و به سوی هند وجود داشته‌است.: ۲۸–۲۹ 
دی کونتی از ونیز در حدود ۱۴۱۹ میلادی جدا شد و خود را در دمشق، سوریه مستقر ساخت، جاییکه به مطالعه زبان عربی پرداخت. طی یک دوره ۲۵ ساله، آشنایی‌اش به زبان‌ها و فرهنگ‌های جهان اسلام موجب شد که به بسیاری از مکان‌ها با کشتی‌های متعلق به تاجران مسلمان سفر نماید.
سفر دی کونتی بعد از دوره روابط تیموری با اروپا بود. همچنین زمان آن در حدود همان زمان و مکانی بود که سفرهای اکتشافاتی چینی دریاسالار چنگ هه روی داد. گزارش‌های او معاصر بوده و به‌طور قابل قبولی با گزارش‌های نویسندگان چینی که در کشتی «ژنگ هه» بودند همچون «ما هوان» (نوشته شده در ۱۴۳۳ میلادی) و «فی خین» (نوشته شده در حدود ۱۴۳۶ میلادی) سازگاری دارد.

## سفرها
پس از بازگشت مارکوپولو در ۱۲۹۵ میلادی، هیچ مدرکی دال بر بازگشت تاجران ایتالیایی از چین تا بازگشت دی کونتی از طریق دریا در ۱۴۳۹ میلادی وجود ندارد. با این حال، ما گزارشی از سفرهای فرانسیسکن راهب تحت نام اودوریک اهل پوردنون (۱۲۸۶ تا ۱۳۳۱ میلادی) از فریولی در ۱۳۱۰ میلادی داریم که از این مناطق بازدید کرد: ارمنستان، مزوپوتامیا، پرشیا، سیلان (سری لانکا)، سوماترا، جاوه، کمبوجیه، چامپا و چین.
دی کونتی در وهله اول از صحرا عبور کرد تا به بغداد رسیده و از آنجا از طریق دجله به سمت پایین کشتیرانی کرده تا به بصره برسد. سپس از آنجا به خلیج فارس کشتیرانی کرده و به ایران رفته و در آنجا فارسی یادگرفت.
سپس از دریای عرب عبور کرده و به کامبی در گجرات رفت. در هند به «پاکاموریا»، «هلی» و ویجایاناگار، پایتخت دکن قبل از ۱۴۲۰ میلادی رفت. در هند بود که عبارت «ایتالیای شرق» را ابداع نمود تا به زبان تلوگو اشاره می‌کرد، زبانی که او متوجه شد همچون زبان ایتالیایی، پایان کلماتش از حروف صدادار ساخته شده. او به «مالیاپور» در شرق ساحل هند (احتمالاً میلاپور امروزین در چنای) رفت و در آنجا از آرامگاه سنت توماس که در سنن مسیحی به عنوان مؤسس جامعه مسیحی آنجا ثبت شده، بازدید نمود.
در حدود ۱۴۲۱ میلادی، دی کونتی از «پدیر» در شمال سوماترا عبور کرد، جاییکه یک سال را صرف کسب دانش محلی، بخصوص در زمینه تجارت طلا و ادویه‌جات نمود (این دوره‌ای بود که خصوصاً به لطف سفرهای دریایی چنگ هه، تماس نسبتاً شدیدی بین سوماترا و چین شکل گرفته بود). سپس او بعد از ۱۶ روز سفر دریایی به تانینتاریی در شبه‌جزیرهٔ مالایی به سفر خود ادامه داد. سپس به دهانه گنگ دریانوردی کرده و از سونارگائون و چیتاگونگ (بنگلادش مدرن) بازدید کرده و سپس از طریق خشکی به آراکان (ایالت راخین کنونی، برمه) رفت. بعد از سفر از طریق برمه، به مقصد جاوه آنجا را ترک کرد، جاییکه نه ماه را قبل از رفتن به چامپا (در ویتنام کنونی) در آنجا سپری کرد.
دی کونتی آسیای جنوب شرقی را چنین توصیف کرد: «از تمام مناطق از نظر ثروت، فرهنگی و عظمت و از ایتالیا از نظر تمدن پیشی گرفته‌است».
در دهه ۱۴۳۰ میلادی، به هند (کولام، کوچی، کالیکوت، کامبای) بازگشته و سپس به خاورمیانه (سقطرا، عدن، بربره در سومالی، جده در مصر) رفت که در آنجا از طریق خشکی به دهانه کوه سینا، جاییکه سیاح اسپانیایی، پدرو تافور با او در ۱۴۳۶ میلادی برخورد داشته و برخی از شگفتی‌های نیکولو شامل گزارش‌ها مفصل یوحنای کشیش را نقل کرده و از آنجا همراه با پدرو به قاهره رفت.
خانواده او طیف سفرهایش همراهیش می‌کردند. با این حال همسرش که با او در هند ملاقات کرده بود و دوتا از چهار فرزندش در مصر طی همه‌گیری مردند. او سفرش را به ایتالیا همراه با باقی‌مانده فرزندانش ادامه داد. دی کونتی در ۱۴۴۴ میلادی به ونیز بازگشت که در آنجا به عنوان تاجری مورد احترام باقی‌ماند.

## گزارش سفرهای دریایی
آنچه که پوجو براچیولینی از گزارش دی کنتی ثبت کرده‌است در ۱۴۴۴ میلادی صورت گرفته و یکی از بهترین گزارش‌های شرق را که توسط سیاحی از قرن ۱۵ میلادی صورت گرفته‌است را تشکیل می‌دهد. این گزارش در کتاب چهارمش با عنوان «De varietate fortunae» گنجانده شده‌است («در رابطه با تحولات سرنوشت»).
گفته می‌شود که گزارش‌های سفرهای نیکولو دی کونتی که اولین بار به شکل نسخه خطی به گردش درآمد، عمیقاً بر روی فهم جغرافیایی اروپاییان نواحی حول اقیانوس هند طی میانه قرن ۱۵م میلادی اثرگذار بوده‌است. این‌ها اولین گزارش‌هایی بودند که به‌طور مفصل جزایر سوندا و جزایر ملوک را از زمان گزارش‌های مارکوپولو شرح داده و دلیلی برای این باور وجود دارد که برخی از اطلاعات جدید در مورد نقشه «فرا ماورو» از مکالمات با نیکولو استخراج گشته باشد. گزارش‌های او احتمالاً سفرهای اکتشافاتی اروپاییان را در پایان قرن تشویق نموده‌است.
همچنین دی کونتی بر روی نقشه‌نگاری قرن پانزدهم میلادی اثرگذار بوده‌است، چنان‌که در نقشه گنوئس (۱۴۴۷–۱۴۵۷ میلادی) و اثر نقشه‌نگار «فرا ماورو» که نقشه «فرا ماورو» (۱۴۵۰ میلادی) او تأثیرگذار بوده می‌توان دید، نقشه‌ای که یکی از واضح‌ترین توصیفات ترسیمی از بر قدیم است. در این دو نقشه، بسیاری از نام مکان‌ها و چندین توصیف تحت اللفظی به‌طور مستقیم از گزارش دی کونتی گرفته شده‌است. به نظر می‌رسد که آن «منبع قابل اعتماد» که «فرا ماورو» در نوشتجات خود نقل می‌کند، خود دی کونتی باشد. نقشه ماورو در مورد سفرهای «زونچو دی ایندیا» بحث می‌کند که یک «جانک از هند» (احتمالاً اشاره به چین یا پادشاهی‌های نوسانتارا دارد، چرا که اغلب از هردو در این دوره به هند یاد می‌شد) بوده که فراتر از دماغه امید نیک بوده که در حدود ۱۴۲۰ میلادی به اقیانوس اطلس سفر کرده و تأیید می‌کند که دریانوردی حول آفریقا و از طریق جنوب امکان‌پذیر بوده‌است. دی کونتی در توصیفاتش از آسیای شرقی، جانک‌های بزرگی در حدود ۱۰۰۰ تن (برخی ترجمه‌ها ۲۰۰۰ تن را ذکر کرده‌اند) را توصیف می‌کند که از گالئون‌های غربی رایج در قرن شانزدهم میلادی بزرگتر بوده و برابر با گالئون‌های مانیلای بزرگ بوده‌اند:
آنها کشتی‌هایی می‌سازند که بسیار بزرگتر از کشتی‌های ما بوده و قادرند ۲۰۰۰ بات را از نظر اندازه حمل کرده، پنج بادبان و دکل‌های بسیاری داشت. بخش پایینی از سه الوار ساخته شده تا توان تحمل نیروی توفانی که در معرض قرار می‌گیرند را داشته باشند. اما برخی از کشتی‌ها از تعدادی دهلیز ساخته شده که اگر یکی شکسته شد بتوان به سفر دریایی ادامه داد.
- برخی از ترجمه‌ها ۲۰۰۰ بات را ذکر کرده‌اند (مثل «جامعه هاکلویت»)، که حدوداً معادل هزار تن بوده، در حالی که سایر ترجمه‌های دی کونتی ۲۰۰۰ تن را ذکر کرده‌اند (مثل «نیدهام»). ترجمه فوق از ترجمه «جامعه هاکلویت» است. یک بات، واحدی حجمی نصف یک تن است.[۱۳]

## ارجاعات
1. ↑  Surdich (1983)
2. ↑  Charles Raymond Beazley (1911). "Conti, Nicolo de'". In Chisholm, Hugh (ed.) Encyclopædia Britannica. 7. (11th ed.). Cambridge University Press.
3. ↑  The Cambridge history of Iran William Bayne Fisher, Peter Jackson, Laurence Lockhart p.375ff
4. ↑  Olschki, Leonardo (1944). "Asiatic Exoticism in Italian Art of the Early Renaissance". The Art Bulletin. 26 (2): 95–106. doi:10.1080/00043079.1944.11409394. Page 103 and note 53, noting M. Longhena, Viaggi in Persia, India e Giava di Niccolò de' Conti (Milan, 1929)
5. ↑  Hakluyt’s Collection of the early voyages, travels, and discoveries of the English nation. A new edition, with additions. Dl II, (London: R.H. Evans e.a. , 1810) 142-174.
6. ↑  Niccolo De Conti refers Telugu as the Italian of the East
7. ↑  "Conti, Nicolo de - Banglapedia".
8. ↑  Pedro Tafur, Andanças e viajes.
9. ↑  It was first translated into English in Jones, J. W. (1857). The Travels of Nicolò Conte [کذا] in the East in the Early Part of the Fifteenth Century. Hakluyt Society XXII. London.
10. ↑  Crone, G. (1978). Maps and Their Makers: An Introduction to the History of Cartography (Fifth ed.). Folkestone: W. Dawson. pp. 28–31. ISBN 978-0-208-01724-6.
11. ↑  Manguin, P.Y. (1993). The vanishing jong: Insular Southeast Asian fleets in war and trade (15th-17th centuries). Ithaca: Cornell University Press.
12. ↑  R. H. Major, ed. (1857), "The travels of Niccolo Conti", India in the Fifteenth Century, Hakluyt Society, p. 27
versus Needham, Science and Civilisation in China, p. 452
13. ↑  "Casks - barrel, butt, punchon, pipe, barrique,hogshead".